# Christiane Paulick
Christiane Paulick (* 1980) ist eine deutsche Schauspielerin.

## Leben
Christiane Paulick hat an der Hochschule für Musik und Theater „Felix Mendelssohn Bartholdy“ Leipzig studiert, mit Studio in Chemnitz 2006 erfolgreich abgeschlossen.
In Chemnitz spielte sie auch in den Theaterstücken Schade, dass sie eine Hure war (Eine Tragödie von John Ford, auf Deutsch von Rebekka Kricheldorf – Studioinszenierung), Sonnenallee (Ein Theaterstück mit Musik nach dem gleichnamigen Film von Leander Haußmann und Thomas Brussig) und Swinging St. Pauli mit.
In der RTL-Justizserie Hinter Gittern – Der Frauenknast spielte sie in einer Nebenrolle (Yvonne Thomczyk) mit. Sie war in den Folgen 382 (Gastfeindschaft) bis 384 (Im Hexenkessel) zu sehen.
Von 2006 bis 2009 war sie an den Westfälischen Kammerspielen Paderborn engagiert, wo sie als Jasmin in Der Bus (Lukas Bärfuss; Regie: Tanja Coppola), Das Märchen vom Kalif Storch (Regie: Ute Rauwald), Einsame Menschen (Gerhart Hauptmann; Regie: Michael Neuwirth), als Ljudmila (Ljuda) in Wassa Schelesnowa – Eine Mutter (Maxim Gorki; Regie: Michael Neuwirth), als Polleke in Wir alle für immer zusammen (Guus Kuuijer; Deutsch Sylke Hachmeister; Regie: Sabine Karasch) sowie als Jule, Winnie und Frank in Die Vormieterin (nach einer Romanvorlage von Judith Kuckart; Regie: Judith Kuckart) zu sehen war.